# Erosione acida
Con il termine di erosione acida o erosione dentale si definisce un processo di perdita  progressiva per dissoluzione chimica dei tessuti duri del dente (smalto e dentina), che si origina come conseguenza dell'azione di sostanze acide di origine endogena o esogena, escludendo l'azione batterica.
Tra le cause endogene più frequenti, vi sono il reflusso gastroesofageo ed alcuni disturbi del comportamento alimentare, tra quelle esogene l'uso eccessivo di alimenti ad elevata acidità, come soft drink, agrumi e loro succhi, vini, o l'esposizione professionale o voluttuaria ad ambienti ad elevato tasso di acidità, sotto forma di vapori o polveri. I segni tipici sono la perdita progressiva di sostanza dalla superficie dei denti, solitamente orientata verso la zona da cui proviene l'apporto di sostanza acida. Il processo è normalmente lento, e la sintomatologia tipica è la crescente sensibilità agli stimoli termici, comunque di grado variabile.
Il trattamento prevede l'identificazione e la conseguente eliminazione della causa dell'erosione, e, quando necessario per l'estensione delle lesioni, la ricostruzione della struttura dentale persa con materiale esteticamente mimetico tramite tecniche dirette (odontoiatria conservativa) od indirette (odontoiatria protesica).

## Epidemiologia
La presenza di lesioni erosive nei denti della popolazione viene segnalata in aumento costante negli ultimi anni, anche se la quantificazione del fenomeno rimane abbastanza difficile, per la mancanza di indicatori affidabili ed uniformemente accettati di diagnosi. Un'indagine epidemiologica effettuata in Inghilterra su una popolazione in età scolare ha riscontrato una presenza della patologia del 4,9% all'età di 12 anni e del 13,1% nello stesso campione, osservato due anni dopo.

## Eziologia
La causa delle lesioni erosive dei tessuti duri del dente è spesso multifattoriale, in quanto legata ai diversi agenti che influiscono sul livello del pH intraorale, tra cui i più significativi sono abbondanza e qualità della saliva, abitudini igieniche ed alimentari, l'assunzione continuativa di alcuni tipi di farmaci, e condizioni patologiche di varia natura. Risulta inoltre difficile separare completamente l'azione erosiva da acido da quella abrasiva da spazzolamento, che a sua volta non sembra in grado da sola di poter danneggiare significativamente lo smalto dentale. Sono comunque stati individuati alcuni specifici fattori legati all'abbassamento del pH rivelatisi particolarmente significativi nel produrre forme più aggressive di perdite di sostanza dentale, distinti in agenti di provenienza endogena (intrinseci) od esogena (estrinseci).

### Cause endogene
Tra le cause endogene la più frequente è la malattia da reflusso gastroesofageo, condizione legata ad alcune patologie, tra cui le più comuni sono l'ernia iatale, l'obesità o l'assunzione di alcuni farmaci. Le lesioni dentali sono causate dall'azione del contenuto altamente acido dello stomaco, non trattenuto efficacemente dall'azione del cardias, con conseguente risalita nell'esofago e da qui nella cavità orale. Il reflusso acido abbatte la difesa costituita dall'effetto tampone della saliva, troppo debole per contrastare un pH così basso, in grado di erodere facilmente anche la pellicola acquisita che protegge lo smalto. Anche le persone affette da alcuni disturbi del comportamento alimentare, in particolare la bulimia, tendono a presentare lesioni molto simili, per l'abitudine al vomito autoindotto. In tutti questi casi, le lesioni erosive tendono a presentarsi con un aspetto tipico e sono quindi abbastanza facili da distinguere, in quanto rivolte dal lato interno della bocca, sulle superfici linguali e palatine, coinvolgendo nei casi più avanzati anche le superfici occlusali dei denti posteriori.

### Cause esogene
Le cause esterne più comunemente implicate nell'erosione acida sono quelle alimentari, legate alla capacità di alcuni alimenti di abbassare il pH orale ad un livello sufficiente a causare danni permanenti. I problemi maggiori sono stati rilevati per gli agrumi ed i succhi derivati, le bevande del tipo soft drink, gli integratori sportivi o energy drink, e alcuni tipi di caramelle. Anche nel caso dei vini, il grado di acidità può raggiungere un livello sufficiente per innescare il processo erosivo.
L'esposizione professionale a sostanze acide presenti negli ambienti di lavoro è stata a sua volta significativamente correlata a lesioni erosive ai denti, tipicamente riscontrabili nelle superfici vestibolari dei denti anteriori. Gli agenti lesivi possono presentarsi sotto forma di vapori, come nel caso dell'acido solforico, nel campo del trattamento o immagazzinamento delle batterie da autotrasporto, dell'acido cromico usato nella produzione di armi e per la galvanostegia, o in forma di polveri finemente disperse, come nel caso dell'acido tartarico prodotto dall'industria chimica per usi alimentari. In passato queste lesioni tendevano a svilupparsi con modalità particolarmente rapide ed aggressive, per lo scarso livello di protezione utilizzato tra i lavoratori nell'industria chimica. L'acqua delle piscine, normalmente non pericolosa, nel caso di errati trattamenti di clorinatura può a sua volta assumere caratteristiche di aggressività per i tessuti mineralizzati dei denti.

## Patogenesi
La struttura chimica superficiale dello smalto dentario è composta da un reticolo di cristalli di idrossiapatite organizzati nei tipici prismi, con una presenza molto scarsa di molecole organiche, principalmente collagene. Nella dentina la matrice organica è maggiormente rappresentata, ma la componente inorganica è comunque prevalente. Al normale pH presente nel cavo orale, e nel caso di un flusso di saliva sufficiente, in grado di fornire un'efficace capacità tampone, esiste un sostanziale equilibrio tra i processi di demineralizzazione e rimineralizzazione che avvengono tra gli strati esterni del dente ed i fluidi orali. Inoltre la saliva fornisce un'ulteriore azione protettiva, tramite la formazione di un sottile film superficiale composto principalmente da proteine e glucidi, denominato pellicola acquisita dello smalto. L'abbassamento del pH sulla superficie del dente al di sotto della soglia critica di  5,5 per tempi sufficientemente prolungati può però rendere insufficienti queste difese, spostando l'equilibrio in modo tale da permettere un eccesso di solubilizzazione in forma ionica dei componenti chimici che formano la matrice cristallina del dente. A questo si può associare un effetto di sottrazione di ioni calcio tramite legame specifico, come nel caso dell'acido citrico.

### Complicanze
La complicanza più insidiosa è legata alla perdita di altezza verticale legata al consumo delle superfici masticatorie riscontrabile nei casi più gravi. Questo a sua volta può predisporre all'instaurarsi nel tempo di disturbi articolari e muscolari, che rientrano nel quadro dei disordini craniomandibolari.
Sempre nei casi molto avanzati di consumo di sostanza, si può avere la perdita di vitalità per necrosi asettica dell'organo pulpare degli elementi dentari colpiti, o addirittura l'esposizione diretta degli spazi interni, con successive complicazioni infettive, manifestandosi sotto forma di granulomi ed ascessi alveolari.

## Clinica

### Segni e sintomi
La lesione tipica si presenta come una concavità regolare nella superficie del dente, in cui l'estensione supera la profondità, con una superficie dall'aspetto levigato e duro, e con bordi smussati ed arrotondati. Quando supera lo spessore dello smalto, l'affioramento della dentina sottostante rende più evidente l'anomalia, per la differenza di colore dei due strati. Nel margine gengivale è talvolta conservato un sottile bordo smalteo, in prossimità della giunzione amelo-cementizia. Nel caso delle zone occlusali dei denti posteriori e nei margini incisali degli anteriori, le lesioni  possono comportare un profilo invertito della normale morfologia, con la sostituzione delle cuspidi e delle convessità con depressioni e pozzetti, che col tempo possono andare incontro a pigmentazione. Eventuali otturazioni, in particolare quelle in amalgama d'argento, che vengono meno intaccate dai processi erosivi,  possono di conseguenza presentarsi rilevate rispetto alla superficie del dente. Frequentemente la perdita di tessuto superficiale può limitarsi a una specifica area del dente, come il riscontro delle lesioni dei versanti linguali legate all'azione della risalita del contenuto gastrico nel cavo orale.
La presenza di questo tipo di lesioni può inizialmente passare inosservata, venendo spesso diagnosticata solo dallo specialista durante le visite di controllo di routine. Nelle sue prime fasi l'assottigliamento degli strati superficiali dello smalto è infatti difficile da notare e non si accompagna a sintomi avvertibili. Solo con la scomparsa di tutto lo strato smalteo e con l'emersione della dentina può comparire la tipica sensibilità agli sbalzi termici, di grado variabile, in quanto dipendente dalla velocità con cui il processo si è determinato, e dall'età del dente. Non è raro riscontrare denti con perdite massive di struttura, talora fino alle profondità in cui è normalmente presente la camera pulpare, senza che venga avvertito alcun sintomo significativo. Questo per la capacità dell'organo pulpare di reagire agli stimoli irritativi cronici con un'accelerazione del processo fisiologico di formazione di nuova dentina (dentina terziaria), e con la contemporanea sclerotizzazione della struttura dentinale presente, portando all'obliterazione dei tubuli dentinali. Spesso quindi il primo segno avvertito è la modifica estetica data dalla diminuzione delle dimensioni verticali dei denti anteriori.

### Diagnosi differenziale
La diagnosi differenziale con le altre cause di perdita di sostanza dentale non risulta sempre semplice, tranne che per la carie dentale, le cui lesioni sono facilmente distinguibili per colore e consistenza. La distinzione con le lesioni da attrito, abrasione o abfrazione può invece comportare problemi, anche perché nel caso della localizzazione di più frequente riscontro delle lesioni dentali non cariose, nella zona cervicale (colletto dentario), così come per le perdite delle superfici occlusali, viene riconosciuta una probabile compartecipazione di più di questi fattori. Più facile invece la distinzione in caso di perdite di sostanza più estese, come quelle da abitudini alimentari errate, ed ancora più per quelle tipiche da reflusso gastroesofageo, rivolte principalmente verso il lato interno della bocca.

## Trattamento
Il trattamento deve prevedere prima di tutto l'identificazione e l'allontanamento delle principali cause predisponenti, quindi la cura delle patologie alla base del reflusso acido o dei disturbi alimentari sottostanti, qualora presenti, sotto controllo dello specialista, che potrà includere l'uso di farmaci come gli anti-H2 o gli inibitori della pompa protonica (IPP). In caso di abitudini nutrizionali scorrette, queste andranno corrette limitando l'abuso di cibi acidi, e controbilanciandone l'effetto con alimenti ad effetto tamponante, ed evitando abitudini errate come il trattenere in bocca a lungo le bevande, in quanto il tempo di contatto risulta un fattore fondamentale nello sviluppo dei danni. In caso di carenze nella produzione di saliva, sarà necessario implementare cibi che ne stimolano la produzione o, qualora necessario, utilizzare sostitutivi con effetto tamponante.
La terapia può quindi prevedere la ricostruzione dei difetti dentali, nel caso siano di livello tale da creare problemi estetici o sostenere una sintomatologia significativa. A seconda del grado di danno, si può intervenire con tecniche dirette microinvasive, tramite ricostruzioni adesive in resina composita, o con tecniche indirette (odontoiatria protesica), che prevedono ricostruzioni in ceramica o metallo-ceramica di faccette, intarsi o corone integrali, costruite in laboratorio e successivamente cementate sui denti opportunamente preparati. La frequente presenza di lesioni multiple spesso comporta la necessità di riabilitazioni estese, per cui sono state proposte anche tecniche apposite, che comprendono metodiche dirette ed indirette in combinazione.

## Prevenzione
L'azione di alcune sostanze chimiche presenti nei dentifrici sembra essere piuttosto efficace nel prevenire il danno chimico, ed in particolare il fluoruro stannoso si è rilevato particolarmente valido nel contrastare l'azione erosiva. Alcuni studi hanno però dimostrato una durata piuttosto limitata dell'effetto protettivo. Anche l'aggiunta di composti proteici non sembra fornire particolari miglioramenti nel prevenire la patologia erosiva. Altre strategie, che comprendono l'uso di molecole della classe dei tetrafluoridi, alcuni ioni metallici, o trattamenti con laser, sono al momento oggetto di studio. Risultati promettenti sono stati ottenuti tramite spray dentale in grado di riequilibrare il pH del cavo orale, contenente sodio bicarbonato e xilitolo.